# アキハバラ@DEEP
『アキハバラ@DEEP』（アキハバラアットディープ）は、石田衣良の長編小説。および、これを原作とした漫画、テレビドラマ、映画。
秋葉原を舞台に、若者たちの活躍を描いている。小説は『別冊文藝春秋』2002年1月号 - 2004年7月号に連載され、2004年に文藝春秋から刊行された。

## あらすじ
オタクである6人の若者たちが、高度な人工知能による画期的な検索エンジン「クルーク」を作り上げる。しかし、成功や注目とともに、その価値を奪おうとする組織から狙われることになる。

## 主な登場人物
ページ
吃音のため人付き合いが苦手だが、百科事典並の知識を持つ。本名:嶋浩志。
ボックス
極度の潔癖症・女性恐怖症で、手術用手袋をいつも2枚重ねで着用している青年。チームのグラフィック担当。本名:宮前定継。
タイコ
点滅する光などを見ると、瞬間的に硬直の発作が起きる持病を持っている青年。チームのサウンド関係を担当している。絶対音感とゆるぎないリズム感を持っている。金属アレルギー。本名:方南駆。
アキラ
メイド喫茶「あかねちん」の従業員、ミリタリーマニアでボクシングをやっている武闘派美少女。紅一点で、実質的にチームを引っ張っている。
イズム
アルビノで日光に弱い少年。世界的に有名なハッカーで、クルークの原点である自動応答システムも作成した。本名:清瀨泉虫。
ダルマ
最年長。元重症の引きこもりで、あだ名は達磨の「面壁九年」の故事から。ユイに救われ、チームの対外交渉などで活躍する。本名:牛久昇。
ユイ
カウンセリングサイト「ユイのライフガード」の管理人。本名:千川結。
中込威
大手IT企業デジタルキャピタル（Digital Capital）通称デジキャピの社長。事務所のAI型サーチエンジン「クルーク」を狙う。
遠阪直樹
デジタルキャピタルのサーチエンジン研究開発チームの上層プログラマー兼ディレクター。アキハバラ@DEEPに協力する。
半沢航
アジタ・ベーラッティプッタ
アキバの路上で格安でパソコン等を売るインド人商人。
ジョリー・ジョンソン
火投
本名:加藤真由子。

## テレビドラマ
2006年6月19日より、TBSと一部JNN系列局にて全11話+メイキング（12話）で放送。JNNネットワーク基本協定の適用を受けない外部制作扱いのローカルセールス番組であることから、その後日本テレビ系列局の広島テレビと福岡放送、テレビ朝日系列の東日本放送で番組販売の形で放送。主演はジャニーズJr.の風間俊介と生田斗真。
DVD制作を目的としており、TV放送版とそのバージョンを収録したレンタル版DVDでは一部のシーンがカットされている。その為最近のテレビドラマでは珍しくハイビジョン制作・字幕放送をしていない。ハイビジョンカメラを使って撮影を行っているが、編集機材がHD非対応なために標準画質になってしまう。一部シーンは超額縁表示となる。ドラマ版の主な設定はイズムが女性であること以外は原作と似ている。
ダルマ役の日村勇紀が覆面（20世紀少年のともだち似）を被って登場する回があるが、それは日村のスケジュールが撮影に合わず代役を立てて撮影した為の処置。素顔での出演とのつなぎの部分で本人が被る事はあるが、それ以外は声のみアフレコであった。

### スタッフ
- 原作 - 石田衣良
- 脚本 - 河原雅彦、川邊優子
- 演出 - 大根仁
- 製作 - アイ・シー・エフ、ジェネオンエンタテインメント、読売広告社
- 企画 - リンク・ライツ
- 企画協力 - 文藝春秋
- 制作 - オフィスクレッシェンド

### キャスト

#### レギュラー
アキハバラ@DEEP
- ページ - 風間俊介（ジャニーズJr.）
- ボックス - 生田斗真（ジャニーズJr.）
- タイコ - 星野源
- アキラ - 小阪由佳
- イズム（女性） - 松嶋初音
- ダルマ - 日村勇紀（バナナマン）

カウンセリングサイト『ユイのライフガード』
- ユイ - 本上まなみ

デジタルキャピタル
- 中込威 - 北村一輝
- 遠阪直樹 - 松田悟志
- 下柳幸之助 - 泉政行
- SP - ポップ
- SP - ダグラス

メイド喫茶『あかねちん』
- 綿織あかね - 伊佐山ひろ子
- ちな - 福永ちな
- みり - 秋本未莉
- りか - 藤井梨花
- みさ - 望月みさ
- あやか -七沢彩夏
- 綾闇ルイ - 信川清順

アイドルユニット『ひぽぽ』
- たまたん - 信川清順
- すーたん - 野水伊織

ヲタク
- 設楽ヲタ - 設楽統（バナナマン）
- 川元ヲタ - 川元文太（ダブルブッキング）
- 黒田ヲタ - 黒田俊幸（ダブルブッキング）

アキバのコンビニ『アジタショップ』
- アジタ -ハンダ・ビヨムケシュ
- サティ -カンマニ
- アティ - アジタの娘

元東京電気工科大学教授
- 半沢航 - ミッキー・カーチス　　

#### ゲスト
- 垣内（ギャングのリーダー） - 山根和馬（初回）
- キャットファイトの審判 - 久保田和靖（とろサーモン）（第2回）
- 五条院ハルカ -中島菜穂
- マミ - 橘実里（第3回）
- さつき - 佐野夏芽（第3回）
- 赤田俊一郎（秋憂会代表） -日比大介（第4回）
- カイラ（自虐少女隊） - 木南晴夏（第4回）
- 祥子 - 平岩紙 （第5回）
- ミズキ - 近野成美 （第5回）
- 久能昭子（クノパン） - すほうれいこ（第6回）
- なごみ - MARI （第8回）
- ミキコ - 滝沢乃南（第9回）
- 土門（復讐屋） - 松村雄基（第9回）
- 石田衣良（最終回）

### 主題曲
オープニング
TUCKER「SWAN LAKE」
チャイコフスキー作曲、バレエ音楽『白鳥の湖』第10曲「情景」をシンセサイザーでアレンジしたもの。また挿入歌にもクラシック曲（地獄の黙示録：ワルキューレの騎行など）が多く使われている。
エンディング
「YAWARAKA-REGENT」（作曲：星野源、編曲・演奏：SAKEROCKとTUCKER）

### ネット局
| 放送対象地域 | 放送局                                               | 系列（ニュース系列） | 放送日・放送時間                                |
| ------------ | ---------------------------------------------------- | -------------------- | ----------------------------------------------- |
| 関東広域圏   | 東京放送（TBS、現・TBSテレビ） アキハバラ@DEEP基幹局 | TBS系列              | 月・火曜 25:59 -                                |
| 北海道       | 北海道放送（HBC）                                    | TBS系列              | 金曜 24:40 -                                    |
| 長野県       | 信越放送（SBC）                                      | TBS系列              | 金曜 25:35 -                                    |
| 中京広域圏   | 中部日本放送（CBC、現・CBCテレビ）                   | TBS系列              | 原則、水曜 26:15 - ・木曜 26:55 -（時刻不定刻） |
| 近畿広域圏   | 毎日放送（MBS）                                      | TBS系列              | 水曜 26:00 -                                    |
| 熊本県       | 熊本放送（RKK）                                      | TBS系列              | 火曜 24:55 -                                    |
| 広島県       | 広島テレビ（HTV）                                    | 日本テレビ系列       | 土曜 24:50 -                                    |
| 福岡県       | 福岡放送（FBS）                                      | 日本テレビ系列       | 木曜 24:50 -                                    |
| 宮城県       | 東日本放送（KHB）                                    | テレビ朝日系列       | 木曜 24:51 -                                    |

### サブタイトル
1. SEARCH 1.「僕らの街アキハバラ　オタク狩りを退治せよ!」
2. SEARCH 2.「戦うメイド・アキラ　キャットファイトにリベンジせよ!」
3. SEARCH 3.「YUIの死を超えて@DEEP本格始動!コスプレ盗撮犯を捕獲せよ!」
4. SEARCH 4.「タイコの恋!? 洗脳されるアキバチルドレンを救出せよ!」
5. SEARCH 5.「偽YUI現る!ヲタを狙う自殺サイトを摘発せよ!」
6. SEARCH 6.「女子アナVSオタク　メディアの暴走を制裁せよ!」
7. SEARCH 7.「アキバ・オブ・ザ・デッド　オタクゾンビを撃退せよ!」
8. SEARCH 8.「メイド大戦争勃発　エロメイド喫茶を捜査せよ!」
9. SEARCH 9.「ボックスの過去　女性恐怖症を克服せよ!」
10. SEARCH 10.「ダルマ散る!? @DEEP解散!? 中込包囲網を突破せよ!」
11. SEARCH 11.「@DEEP出撃!電脳の城からユイを奪還せよ!」（ストーリーとしてはこれが最終回）
12. SEARCH 12.「祝・終結!! アキハバラ@DEEPよ永遠なれ!!」（メイキング映像、放送としての最終回）

### DVD
アキハバラ@DEEP ディレクターカット DVD-BOX
TV放送版に未公開映像やコメンタリー等がストーリーに追加された完全版となっている。（レンタル版DVDはTV放送版）
- 2006年9月27日発売
- 発売・販売元 - ジェネオンエンタテインメント

## 漫画
「週刊コミックバンチ」2005年37・38合併号 - 2007年21号まで連載。作画はアカネマコト。
太字が漫画版の設定。
ページ
保護観察中の元凄腕ハッカー。吃音を持っている。ユイに救われた一人。初期メンバー。
ボックス
ユイに救われた一人。初期メンバー。
タイコ
ユイに救われた一人。初期メンバー。
アキラ
ユイに救われた一人。初期メンバー。
ダルマ
ユイに救われた一人で、DEEPへの参加はユイが亡くなってから。
イズム
女性。ページに憧れハッカーになった。クルークの原型となるユイ不在時の自動応答システムを開発。ユイに救われた一人で、DEEPへの参加はユイが亡くなってから。ページに恋心を抱く。
アヤタ
漫画オリジナルキャラクター。ページの元ハッカー仲間。
ユイ
デジキャピが管理運営しているオンラインゲーム『アクイラ』で皆を引き合わせる。

## 映画
2006年9月2日、東映配給で公開。源孝志監督作品。出演は成宮寛貴（主演）・山田優・忍成修吾・荒川良々・三浦春馬・佐々木蔵之介・寺島しのぶ・萩原聖人他。主題歌はAAA「Let it beat!」。博多華丸がCMに出演した。

### スタッフ
- 原作 - 石田衣良
- 脚本 - 源孝志、成田はじめ
- 監督 - 源孝志
- 音楽 - 小西康陽
- 主題歌 - AAA「Let it beat!」
- 挿入歌 - 山田優「REAL YOU」
- 企画協力 - 文藝春秋
- 配給 - 東映
- 製作プロダクション - タイムズ イン、東映東京撮影所
- 製作 - 「アキハバラ@DEEP」パートナーズ（東映、東映ビデオ）

### キャスト
アキハバラ@DEEP
- ページ - 成宮寛貴
- ボックス - 忍成修吾
- タイコ - 荒川良々
- アキラ - 山田優
- イズム - 三浦春馬
- ユイ - 板谷由夏

デジタルキャピタル側
- 中込威 - 佐々木蔵之介
- 遠坂直樹 - 萩原聖人
- 渡会藤子 - 寺島しのぶ
- 平井進之介 - 今井朋彦
- 加藤則之 - 松尾政寿

その他ゲスト出演
- キャットファイト観客 - 田口浩正
- キャットファイト観客 - 山崎邦正
- キャットファイト観客 - 博多華丸
- キャットファイトでのアキラの対戦相手 - 神取忍
- デジタルキャピタル役員 - 森本レオ
- 刑事 - 田口トモロヲ

## ネットドラマ
「アキハバラ@DEEP2.0（ツーポイントオー）」
原作者である石田の還暦記念としてネットドラマの制作開始が発表された。
出演キャストは一新されており、メインキャラクターの一人であるタイコは性別が男性から女性へと変更されている。主演はMeseMoa.のあおいと白服。
NetflixとAmazonプライムにて配信開始予定。
配信開始日は2020年3月末頃とされていたが、3月末時点で配信は開始されていない。
配信に先駆け、ドラマDVDBOXの発売、および発売記念イベントの開催が2020年2月中旬に決定していたが、集客不足を理由にイベント開催の延期が発表された。
2020年3月18日、出演者の所属事務所がドラマ製作運営に携わる株式会社アイモーション とイベント延期や返金対応について協議中であることを発表。 当初イベント延期を理由とした返金は受付不可とされていたが、後に可能となった。
2020年6月1日現在、DVDBOX購入者への商品の発送および返金希望者への返金は行われていない。
2020年8月13日、上記の状況の打開策として、出演者の所属事務所へとDVDの権利が移動。DVD製作および販売、イベント開催を行うことを発表。 返金希望者には返金対応も進めていくという。
2021年4月4日、株式会社アイモーションに対し、被害者の会のとりまとめをしていた芸能プロダクションが、未払いのギャラや立て替えた経費などの損害賠償を求め東京地方裁判所に提訴。

### スタッフ
- 原作 - 石田衣良
- 製作 -（c）2019-2020石田衣良/アキハバラ＠DEEP2.0パートナーズ
- 監督 - 真田 秀幸

### キャスト

#### レギュラー
- ページ - あおい（MeseMoa.）
- ボックス - 白服（MeseMoa.）
- タイコ（女性） - 黒木ひかり
- アキラ - アンジェラ芽衣
- ユイ - 中田絢千